# São José da Laje
São José da Laje é um município brasileiro localizado no estado de Alagoas. Pertencente à Região Imediata de União dos Palmares e à Região Intermediária de Maceió, localiza-se a norte da capital do estado, distante cerca de 98 quilômetros e faz limite com as cidades Canhotinho ao norte, União dos Palmares ao Sul, Ibateguara a leste e Santana do Mundaú a oeste.  Sua população em 2010 segundo o IBGE foi de 22.686 habitantes. Sendo uma das principais cidades da Zona da Mata Alagoana. É considerada a "Princesa da Fronteiras" por ser uma cidade organizada e acolhedora, e também por fazer divisa com o estado de Pernambuco.

## História
No ano de 1810, com a escritura de posse do "Sítio Laje do Canhoto", lavrada no cartório de Atalaia, em favor de José Vicente de Lima e sua esposa Senhorinha Angélica de Mendonça, é feita a fixação definitiva do homem no solo Lajense. José Vicente construiu o Engenho Esperança (onde mais tarde se tornou a Fazenda Boa Esperança, que já serviu de residência para o ex-prefeito Dr. Múcio Veras).
Já em 1828, era feito pelo Sr. José Vicente de Lima e sua esposa, a doação de "CEM MIL REIS", de terra para São José a bem de suas almas, formando seu patrimônio no Sítio Laje do Canhoto. No ano de 1829, ele construiu uma capela ao santo, que seria a partir daí o padroeiro do local.
O progresso do município se deu pela fertilidade de suas terras e devido ao grande número de rios e riachos. Sua produção de milho, feijão, mandioca e cana-de-açúcar, em grande quantidade, fizeram com o que o comércio local fosse movimentado, importando e exportando numerosos produtos, estando assim ligado às primeiras expedições comerciais feitas entre Porto Calvo, Porto de Pedras, e outros municípios situados no Litoral Norte, além de algumas cidades de Pernambuco (Rio Formoso, Cabo de Santo Agostinho e Serinhaém).
O desenvolvimento, na época que era chamada "Laje do Canhoto", a Assembleia das Alagoas elevou-a à categoria de Vila com a denominação de 'São José da Laje, pela Lei n° 737 de 07 de Junho de 1876. A mesma Lei transferiria a Vila de Imperatriz (hoje União dos Palmares) para São José da Laje, o que não foi efetivado mediante a Lei n° 956 de 1885.
Pela Lei n° 896 de 28 de Julho de 1886, foi definitivamente criado o Município de São José da Laje, data esta que ainda é comemorada pelo povo Lajense como sua Emancipação Política.

## Turismo

### Usina Serra Grande (Museu/Maria Fumaça)
Em 1894, o Coronel Carlos Benigno Pereira de Lyra, fundou uma usina de ponta no setor canavieiro alagoano, na época a Serra Grande saiu na frente implantando equipamentos ingleses numa época em que adquirir e transferi-los era algo surpreendente. Contratou administradores de origem alemã, francesa, italiana, polonesa, entre outras; todos com uma visão moderna de produção à época. Seu filho Dr. Salvador Lyra, estudou na França de 1900 a 1908, estando formado, assumiu a gerência da usina e implantou a primeira Usina Hidroelétrica do Estado de Alagoas, proporcionando autonomia energética à região. Em 1927, fez da indústria o primeiro e moderno empreendimento brasileiro de tecnologia do álcool como combustível bioenergético, sido patenteado como USGA em 1944, mesma sigla do nome da usina. Na década de 30 foi uma das primeiras a utilizar a Vinhaça (tiborna), como adubo orgânico em suas áreas de plantio. Hoje comandada pelo Dr. Luiz Antônio Andrade Bezerra, continua com o seu crescimento.
No Centro da usina há um Museu, que é composto por um rico acervo textual e fotográfico, tendo também mobiliário e maquinários antigos, permitindo ao público o acesso aos registros de toda sua história. Preservando assim a memória da Serra Grande, contando cada momento vivido por este grande empreendimento, que hoje pode ser considerado o marco maior da economia do município.
A Usina Serra Grande, tem hoje duas locomotivas, mais conhecidas como "Maria Fumaça", uma no jardim do Museu, e outra que se encontra na praça da usina que é mantida conservada pelos funcionários, e é utilizada para marcar o início do ano com seu apito estridente. A título de curiosidade, a usina cedeu a Rede Globo, uma de suas "Maria Fumaça", para ser usada na novela, A Indomada (1997).

### Casa dos Signos
Em Outubro de 1951, o poeta Dr. João Pinheiro deu início a construção de sua residência, toda formada em estilo greco-romano, a obra foi concluída em Junho de 1954; até hoje chama a atenção de Lajenses e visitantes por seu estilo. Na fachada da casa tem os 12 Signos do Zodíaco, 03 Medalhões que representam três deuses da Mitologia Grega, Phebo Apolo, deus da juventude e da luz, Demeter Ceres, deusa da colheita, e Ares Marte, deus da guerra, todos por ele confeccionado, e na cumeeira da casa Minerva, a deusa da sabedoria.
Hoje em dia é conhecida como a "Casa dos Signos", sendo fonte de pesquisas para alunos em formação do ensino básico e superior, e também profissionais de arquitetura e engenharia.

### Igreja Matriz de São Carlos/São José
Em 17 de Janeiro de 1923, foi iniciada no centro da cidade pelo então proprietário da Usina Serra Grande o senhor Coronel Carlos Lyra, a obra de uma Paróquia em honra de seu santo protetor São Carlos, porém em decorrência de seu falecimento em 11 de Junho de 1924, sua esposa Dona Severina Lyra e seus filhos, ficaram incumbidos da responsabilidade da empresa canavieira e da continuidade da obra da igreja; foi feita toda em estilo barroco, com vitrais delicados retratando passagens de Cristo na terra; o sino e o órgão de tubo, datados de Século XIX, foram trazidos da França pelo Cônego Benigno Pereira Lyra, para sua inauguração em 17 de Abril de 1929.
Com a enchente de 1969, a igreja de São José (também conhecida Igreja do Galo), foi parcialmente destruída restando apenas uma parede (que existe até hoje), com isso a Paróquia de São Carlos abrigou o padroeiro da cidade, dando um novo lar para os fiéis e devotos renovarem sua fé.

### Reserva Ecológica Osvaldo Timóteo
Com uma área de 22,34 ha, voltada para o reflorestamento e conservação da Mata Atlântica. Moldada para amantes da ecologia, oferecendo um diferencial inédito da região com seu perímetro preservado da Mata Atlântica, corredor de bambuzais, nascentes de água potável, lagos, espaço de preservação de aves e pássaros em extinção (noutros lugares). Nesse paraíso alagoano, quase extinto do nosso planeta, o visitante pode optar por passar um dia ecológico (com café da manhã, trilhas e almoço) ou então ficar na pousada (localizada dentro da reserva) e respirar ares diferentes, o que é sempre legal.

## Enchentes
São José da Laje, é um município que sempre se reergueu das tragédias sofridas, entre tantas se destaca as Enchentes, contadas ao todo 5 principais (1914, 1941, 1969, 2010 e 2022), dentre essas se destaca a de 1969 como a mais destruidora para a cidade e região.
As cheias naturais das bacias dos Rios Paraíba e Mundaú, historicamente, têm causado danos com certa regularidade no Estado de Alagoas. Os próprios moradores das áreas afetadas relatam sua convivência natural com esses eventos. As cheias de 1914 e 1941 causaram grandes danos, mas há pouco registro do ocorrido.
Em 14 de Março de 1969, a cidade sofreu a mais letal enchente para a região, tudo ocorreu em meio ao novenário do padroeiro da cidade, levando assim casas, comércios, o parque de diversão, igreja, animais e o mais terrível, vida humanas.
No Diário de Pernambuco (1969), o Padre Severino Brás, pároco local na época da tragédia, lembrou dos detalhes da catástrofe, mas com horário de início diferente. "Tudo começou no início da tarde, com simples aviso de que as águas do Canhoto estavam crescendo de volume. A população não se alarmou, pois isso já era rotina. As chuvas aqui caíram normalmente durante o dia todo. Ainda celebrei o novenário de São José, nosso padroeiro. Às 3 horas e 15 minutos da madrugada, precipitou-se a tragédia e cinco minutos após a cidade estava devastada e meus fiéis apavorados.
Foi o próprio Padre Brás quem deu o alarme fazendo soar os sinos da nova matriz (Igreja de São Carlos). Ele lembra que após tocar os sinos, atravessou a rua correndo para sua residência e não conseguiu mais voltar à Matriz. De lá viu desabar a torre da antiga igreja (Igreja de São José).
A grande cheia, pegou os moradores de surpresa, quando muitos estavam dormindo, muitos moradores subiam às cumeeiras das casas na tentativa de se salvarem. Alguns escaparam, mas a maioria foi arrastada violentamente pela correnteza, que sucedeu à tromba d'água. Só no amanhecer do dia foi que fúria das águas diminuíram.
Na manhã seguinte o cenário era aterrador, casas destruídas, pontes danificadas, uma barra marrom indicava nas casas de alvenaria a impressionante altura de mais de 2 metros atingida pelas águas. Filas de flagelados se formavam nas beiras das estradas, em busca de socorro, e tentando entender o que realmente teria acontecido; outros se enfiavam nos escombros para tentar salvar algo, e até mesmo encontrar algum parente desaparecido. Carros de boi, transportavam móveis, gêneros alimentícios e corpos encontrados já sem vida.
Até hoje não se sabe precisamente a quantidade de mortos daquela enchente. O levantamento da época do número de corpos encontrados ultrapassa os 400, e os desaparecidos mais de 1000. Como era festejado o novenário de São José, muitas das pessoas que estavam na cidade eram turistas, que estavam na casa de parentes, isso aumentou o número de vítimas e dificultou a identificação dos desaparecidos. Os corpos ficaram amontoados no patio da delegacia.
Na época o então Prefeito Dr. Oscar Alves de Andrade imediatamente decretou estado de calamidade pública na cidade,devido a toda tragédia que quase riscou a pequena cidade do mapa. Em 1970 o prefeito em exercício Osvaldo Timóteo, baixou um decreto que proibia a construção de casas na beira do rio, o que mais tarde a população não acatou.

### Enchente de 2010
No dia 18 de Junho de 2010, São José da Laje sofreu novamente com outra enchente, felizmente essa foi de dia o que deu tempo de os moradores serem evacuados de suas casas em áreas de risco, evitando assim, perda de vidas humanas. A prefeitura por sua vez utilizou carros de som para alertar a população mais próxima do rio para saírem de casa e se abrigarem em um local seguro, houve apenas perdas materiais.

### Enchente de 2022
No dia 1 de Julho de 2022, o nível do Rio Canhoto subiu drasticamente graças as grandes chuvas, assim o município foi impactado mais uma vez com outra enchente. Na zona rural, localidades ficaram sem acesso devido à queda de pontes e barreiras. A devastação fez com que o município entrasse em situação de Calamidade Pública, deste modo, a cidade recebeu recursos federais para custear os processos de normalização. A Defesa Civil Municipal junto ao Tiro de Guerra 07-009 agiu no resgate e evacuamento de populares com moradias próximas aos locais de risco. A atuação dos Atiradores do Tiro Guerra chegou a auxiliar cerca de 150 famílias.
No cenário pós-enchente, civis voluntários também prestaram apoio no processo de normalização, retirando escombros do bairro Josefa Daniel, um dos bairros mais afetados pela enchente. A Escola Municipal Benicio Barbosa serviu como apoio aos moradores afetados. A prefeitura de São josé da Laje distribuiu diversas cestas básicas para auxiliar as famílias afetadas.
Por conta dos graves danos, a cidade passou por um longo período sem energia elétrica. Com a grande demanda por velas, houve comerciantes que cometeram o ato de vender velas com preços abusivos. Uma caixa de dez unidades que antes eram vendidos a menos de R$ 10 (dez reais) passaram a ser vendidos acima de R$20. A MP-AL fez fiscalização nos estabelecimentos comerciais. Mesmo com preços tão elevados, os moradores da cidade não tinham outra opção, já que a energia foi desligada pela Equatorial como medida de segurança quando a rede elétrica da cidade foi danificada pela força da água. A demanda foi tanta que muita gente já não encontrava mais velas comuns nas prateleiras dos mercadinhos;

## Funções Administrativas

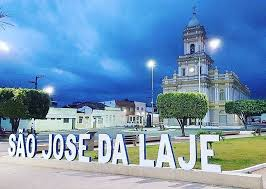

Foi criado o Distrito com a denominação de São José da Laje, pela Lei Provincial Nº 885, de 30/06/1882. Elevado à categoria de Vila com denominação de São José da Laje, pela Resolução Provincial ou pela Lei Provincial Nº 681, de 24/04/1875 e por Lei Provincial Nº 737, de 07/07/1876.
Suprimida pela Lei Provincial Nº 956, de 13/07/1885
Restaurado pela Lei Provincial Nº 986, de 28/06/1886.
Na Divisão Administrativa referente ao ano de 1911, o município é constituído do Distrito Sede. Elevado à categoria de Cidade com a denominação de São José da Laje, pela Lei Estadual Nº 681, de 16/06/1920.
Na Divisão Administrativa referente ao ano de 1933, o município é constituído do Distrito Sede. Em Divisão Territorial datada de 31/XII/1936, o município aparece constituído de 3 distritos: São José da Laje, Canastra e Piquete. Em Divisão Territorial datada de 31/XII/1937, o município é constituído de 2 distritos: São José da Laje e Piquete. Não figurando o distrito de Canastra. Pela Lei Estadual Nº 2909, de 30/12/1943, o Distrito de Piquete passou a denominar-se Ibateguara.
No quadro fixado para vigorar em 1949 - 1953, o município é constituído de 2 distritos: São José da Laje e Ibateguara (ex. Piquete). Pela Lei Estadual Nº 2076, de 19/11/1957, é desmembrado do Município de São José da Laje o Distrito de Ibateguara e elevado à categoria de Município. Em Divisão Territorial datada de 01/VII/1960, o município é constituído do Distrito Sede.
Atualmente a prefeita da cidade é a farmacêutica Ângela Vanessa Rocha Pereira Bezerra (PP), eleita para o período 2021 a 2024. É a primeira mulher eleita para o principal cargo do executivo municipal.

## Infraestrutura
O município está em constante crescimento, possuí pousadas, restaurantes, bancos, lotérica, hospital (24 horas), postos de saúde de pronto atendimento, creches, escolas de ensino fundamental, médio e superior (UAB/IFAL-EaD), postos de gasolina, igrejas, pistas de cooper, campos de futebol, ginásios poliesportivos, feira semanal, e locais de lazer.
São vários os meios de transporte que atuam dentro da cidade e fazem linhas intermunicipais; tendo como vias, Rodovias Federais (BR-104 e BR-416) e Rodovia Estadual (AL-110), e também a Linha Férrea da antiga Rede Ferroviária Federal S/A (RFFSA), onde foi iniciada a reconstrução da via férrea, porém com a enchente de 2010 foram destruídas as vias e por fim abandonada, hoje a Estação de Trem da cidade foi cedida a Prefeitura e hoje é sede da Biblioteca Municipal.
Na comunicação, o município conta com uma agência da Empresa Brasileira de Correios e Telégrafos - Correios, uma emissora de rádio local (Laje FM), uma empresa de fornecimento de Internet, cobertura de telefone celular (Claro, Tim e Oi - esta ultima dando também cobertura para telefones fixos).

## Hidrografia
O Município de São José da Laje está inserido na bacia hidrográfica do Rio Mundaú. É banhado pela sub-bacia do Rio Inhaúma, e seus principais afluentes são: Na porção central, os Rios Canhoto e da Jibóia, e os Riachos Guariba e Sujo. Na porção NNE, os Riachos Canguru, Capiana, Gruta Velha, e Jibóia. Na porção SSW, os Rios Caruru e Canhoto, e os Riachos Seco, Pindoba e Lava Pés. O padrão de drenagem é do tipo dendrítico. Todo esse sistema fluvial deságua no Rio Mundaú.

## Principais acessos
- AL-110
- BR-104
- BR-416